# Prix Marcel-Proust
Le prix Marcel-Proust, créé en 1972 par le conseil municipal de Cabourg, en Normandie, était destiné à récompenser un ouvrage qui évoquait l'œuvre de Marcel Proust. Il a été décerné de 1972 à 1994 et procurait au lauréat la somme de 5 000 francs.

## Liste des lauréats

### Années 1970
- 1972 : Michel Robida pour Le Dragon de Chartres (Julliard)
- 1973 : Georges Cattaui pour Proust et ses métamorphoses (Nizet)
- 1974 : Julien Green pour Jeunesse (Plon)
- 1975 : Emmanuel Berl pour A venir et Regain au pays d'Auge (Le Livre de Poche)
- 1976 : Marcel Schneider pour Sur une étoile (Grasset)
- 1977 : Jacques de Lacretelle pour Les Vivants et leur ombre (Grasset)[2]
- 1978 : Roger Caillois pour Le Fleuve Alphée (Gallimard)
- 1979 : Henri Bonnet pour Le Progrès spirituel dans la Recherche (Nizet)

### Années 1980
- 1980 : Jacques de Bourbon Busset pour Les Choses simples (Gallimard)
- 1981 : Angelo Rinaldi pour La Dernière fête de l'Empire (Gallimard)
- 1982 : Alain Bosquet pour L'Enfant que tu étais (Grasset)
- 1983 : Jean Delay pour La Fauconnier, Avant-Mémoire (Gallimard)
- 1984 : Robert de Saint-Jean pour Passé pas mort (Grasset)
- 1985 : Diane de Margerie pour Le Ressouvenir (Flammarion)
- 1986 : François-Olivier Rousseau pour Sébastien Doré (Mercure de France)
- 1987-1988 : Claude Mauriac pour Le Temps immobile (Grasset)

### Années 1990
- 1993 : René de Obaldia pour Exobiographie
- 1994 : Jean Chalon pour Liane de Pougy, courtisane princesse et sainte (Flammarion)